# Lumbrineriopsis
Lumbrineriopsis är ett släkte av ringmaskar som beskrevs av Orensanz 1974. Lumbrineriopsis ingår i familjen Lumbrineridae.
Kladogram enligt Catalogue of Life och Dyntaxa:
| Lumbrineriopsis | \| \| Lumbrineriopsis gardineri \| \| \| \| \| \| Lumbrineriopsis gasconensis \| \| \| \| \| \| Lumbrineriopsis gasconiensis \| \| \| \| \| \| Lumbrineriopsis magnidendata \| \| \| \| \| \| Lumbrineriopsis paradoxa \| \| \| \| \| \| Lumbrineriopsis tsushimaensis \| \| \| \| |
|                 | \| \| Lumbrineriopsis gardineri \| \| \| \| \| \| Lumbrineriopsis gasconensis \| \| \| \| \| \| Lumbrineriopsis gasconiensis \| \| \| \| \| \| Lumbrineriopsis magnidendata \| \| \| \| \| \| Lumbrineriopsis paradoxa \| \| \| \| \| \| Lumbrineriopsis tsushimaensis \| \| \| \| |
|                 | Abyssoninoe |
|                 | |
|                 | Aeotearia |
|                 | |
|                 | Augeneria |
|                 | |
|                 | Cenogenus |
|                 | |
|                 | Eranno |
|                 | |
|                 | Kuwaita |
|                 | |
|                 | Lumbricalus |
|                 | |
|                 | Lumbriconereis |
|                 | |
|                 | Lumbrinereis |
|                 | |
|                 | Lumbrinerides |
|                 | |
|                 | Lumbrineris |
|                 | |
|                 | Lysarete |
|                 | |
|                 | Ninoe |
|                 | |
|                 | Ophiuricola |
|                 | |
|                 | Paraninoe |
|                 | |
|                 | Scoletoma |
|                 | |
|                 | Lumbrineriopsis gardineri |
|                 | |
|                 | Lumbrineriopsis gasconensis |
|                 | |
|                 | Lumbrineriopsis gasconiensis |
|                 | |
|                 | Lumbrineriopsis magnidendata |
|                 | |
|                 | Lumbrineriopsis paradoxa |
|                 | |
|                 | Lumbrineriopsis tsushimaensis |
|                 | |

|  | Lumbrineriopsis gardineri     |
|  |                               |
|  | Lumbrineriopsis gasconensis   |
|  |                               |
|  | Lumbrineriopsis gasconiensis  |
|  |                               |
|  | Lumbrineriopsis magnidendata  |
|  |                               |
|  | Lumbrineriopsis paradoxa      |
|  |                               |
|  | Lumbrineriopsis tsushimaensis |
|  |                               |